# Teilraumgutachten

Bayerisches Staatswappen: Teilraumgutachten als Instrument bayerischer Landesplanung

Ein Teilraumgutachten ist ein neues Instrument der Landesplanung in Bayern. Teilraumgutachten sollen zu einer integrierten, nachhaltigen Regionalentwicklung beitragen.
Unter Mitwirkung von Entscheidungsträgern und Bürgern werden Leitbilder für die zukünftige Entwicklung in einem Projektgebiet formuliert. Konkrete Maßnahmenvorschläge zur Umsetzung der Ziele werden ausgearbeitet und in einem integrierten Entwicklungskonzept zusammengeführt. Noch innerhalb der Bearbeitungszeit des Teilraumgutachtens sollen erste Maßnahmen realisiert werden. Die Finanzierung erfolgt zu 50 % durch die beteiligten Kommunen.
Als Planungsinstrument liegt das Teilraumgutachten zwischen Regional- und Bauleitplanung. Das Projektgebiet ist dabei problembezogen und richtet sich nicht zwangsläufig nach den administrativen Grenzen, weswegen das Instrument recht flexibel ist, allerdings auch keine direkte Außenwirkung entfaltet. Vielmehr werden gegebenenfalls später als Ziele oder Grundsätze in die Raumordnungspläne übernommen.

## Aufgabe, Inhalt und Untersuchungsgegenstand
Teilraumgutachten haben die Aufgabe,
- ein Entwicklungsleitbild auf der Grundlage einer kurzen, problemorientierten Bestandsaufnahme und einer Analyse der Entwicklungspotentiale des Projektraums zu erarbeiten,
- eine Strategie und ein Aktionsprogramms für die ausgewogene Entwicklung des Raumes zu entwickeln,
- die Umsetzung des Aktionsprogramms und einzelner Maßnahmen fachlich und organisatorisch vorzubereiten.

Teilraumgutachten beinhalten Empfehlungen,
- in welchem Umfang sich der Raum unter Berücksichtigung ökologischen Aspekte noch entwickeln kann,
- wie der Entwicklungspielraum unter Berücksichtigung verkehrlicher und siedlungsstruktureller Belange bestmöglich genutzt werden kann,
- mit welchen Maßnahmen und Projekten vorhandene strukturelle Defizite abgebaut und Entwicklungspotentiale genutzt werden können.

Das Projektgebiet ist ein abgegrenzter und überschaubarer Raum mit einer konkreten Problemlage. Gegenstand der Untersuchung sind:
- Raumordnung und Siedlungswesen,
- Natur und Landschaft / Ökologie,
- Bevölkerung und Wirtschaft,
- Verkehr